# Pelargonium schizopetalum
Pelargonium schizopetalum är en näveväxtart som beskrevs av Robert Sweet. Pelargonium schizopetalum ingår i släktet pelargoner, och familjen näveväxter. Inga underarter finns listade i Catalogue of Life.